# Secuestro del Boeing 727 de Avianca
El Secuestro del Boeing 727 de Avianca se registró el 14 de diciembre de 1980 con la aeronave Boeing 727-59 matriculada HK-1337, perteneciente a la empresa Avianca, cuando cubría una ruta desde el Aeropuerto El Dorado de Bogotá al Aeropuerto Matecaña de Pereira. El avión fue secuestrado por un comando guerrillero del Movimiento 19 de abril (M-19).

## Aeronave
La aeronave era un Boeing 727-59 fabricado en 1967, con número de serie 19303, con motores Pratt & Whitney JT8D-7B, matriculado HK-1337, y operaba para la aerolínea colombiana Avianca. El avión formó parte del primer lote de aviones Boeing 727 que llegaron al país entre 1966 y 1967, junto con las matrículas HK-727, HK-1400 y HK-1401. El avión entró en servicio para Avianca el 16 de enero de 1967, más tarde fue alquilado a SAM Colombia en julio de 1987. Luego pasó a operar para la aerolínea colombiana SATENA en 1993, al año siguiente, el 22 de noviembre de 1994, la aeronave fue incautada por las autoridades colombianas debido a un vuelo de narcotráfico operado por Americana de Colombia, el avión posteriormete pasó al servicio de la Fuerza Aérea Colombiana con la matrícula FAC-1145. Después de su retiro del servicio activo, el Boeing 727, ya desmantelado, fue convertido en una residencia de lujo llamada “La Suite Fénix”, ubicado en el Hotel Costa Verde en la selva de Costa Rica. El avión fue repintado con la líbrea original de Avianca, y fue adaptado para servir como alojamiento exclusivo, ofreciendo una experiencia única en medio de la naturaleza tropical.

## Acontecimiento
El 14 de diciembre de 1980, cuando despegó la aeronave Boeing 727 de Avianca cumpliendo la ruta Bogotá, Eldorado – Pereira, Matecaña,  con 120 personas a bordo, sus tripulantes fueron abordados por un comando guerrillero del Movimiento 19 de abril (M-19), quienes desviaron la nave obligándole a tomar tierra en el aeropuerto Simón Bolívar de Santa Marta, donde se inició la cumbre del Pacto Andino, para bloquear la reunión de jefes de Estado convocada para conmemorar el sesquicentenario de la muerte de Simón Bolívar . Luego de negociaciones, El avión despegó de Santa Marta hacia Barranquilla donde fue reabastecido de combustible, los secuestradores liberaron a 20 personas. Para el 15 de noviembre, fueron liberados los rehenes restantes en La Habana, Cuba donde los secuestradores pasaron a manos de funcionarios del Ministerio del Interior de Cuba.